# Heis
Heis (em somali:  Xiis) é uma cidade costeira na província de Sanaag, no norte da Somalilândia. A cidade é habitada principalmente pelo clã Isaaq Habar Jeclo.

## História
Heis está localizada a oeste de Salweyn e Macajilayn.
O local era idêntico ao antigo centro comercial de Mundo (Μούνδος em grego antigo), descrito no Périplo do Mar Eritreu, um conto anônimo de um vendedor alexandrino do século I d.C.

Uma grande coleção de moledros de vários tipos fica perto da cidade. As escavações encontraram cerâmica e cacos de vidro romano datados entre os séculos I e V. Entre esses artefatos está o vidro millefiori de alta qualidade. Datado de 0-40 d.C., apresenta discos de flores vermelhas sobrepostas a um fundo verde. Além disso, um fragmento antigo de uma tigela foi descoberto na área circundante. Acredita-se que o fragmento tenha sido fabricado em Assuão (300-500 d.C.) ou Baixa Núbia (500-600 d.C.), sugerindo vínculos comerciais iniciais com reinos no vale do Nilo.